# Presepe della concattedrale di Santissima Maria Assunta e San Catello

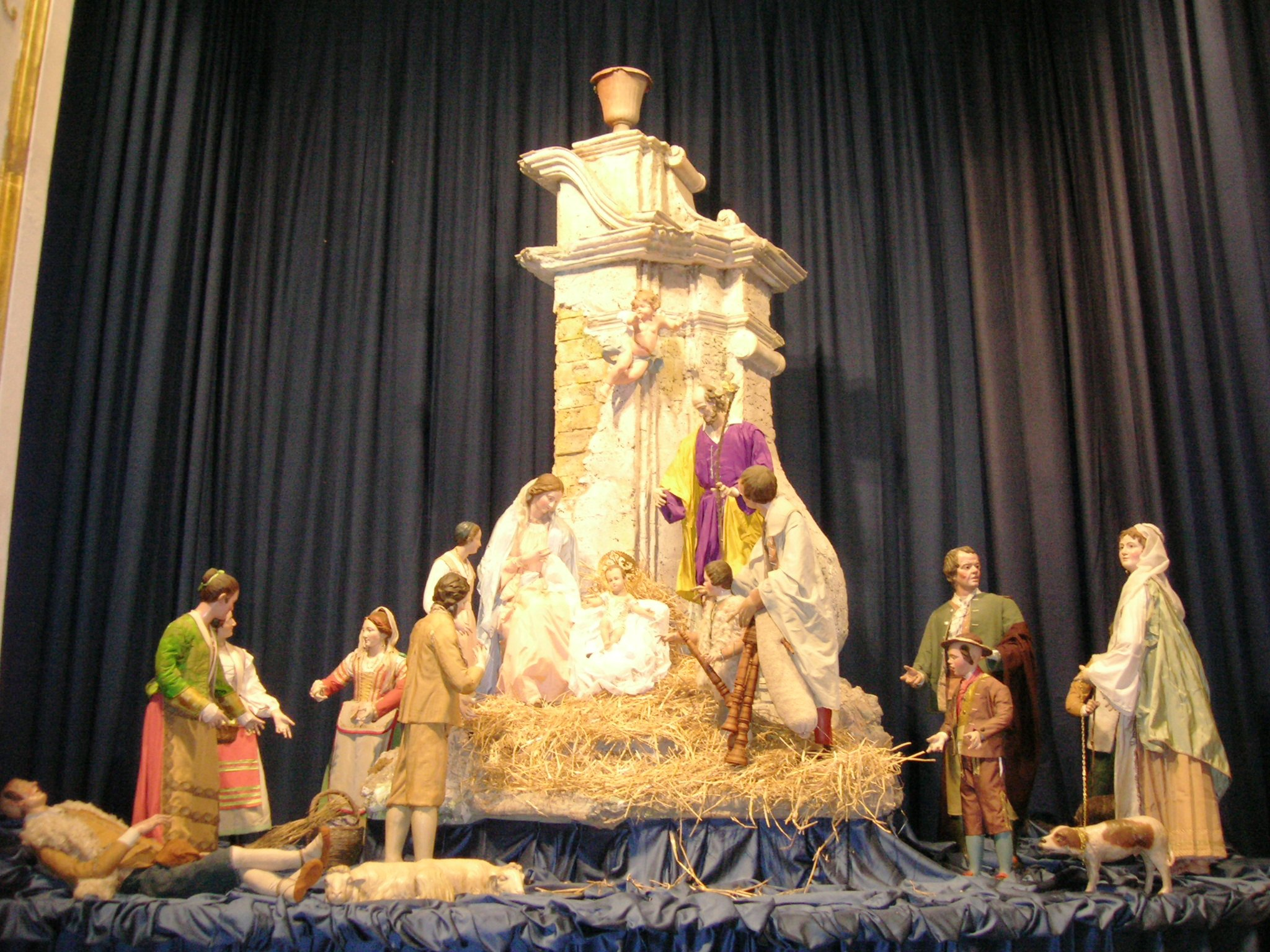
Il presepe

Il presepe della concattedrale di Santissima Maria Assunta e San Catello è un presepe napoletano che viene allestito nella concattedrale di Santissima Maria Assunta e San Catello, a Castellammare di Stabia, nel periodo natalizio e precisamente dal 24 dicembre fino al 19 gennaio, giorno in cui si festeggia San Catello, patrono della città stabiese.

## Storia e descrizione

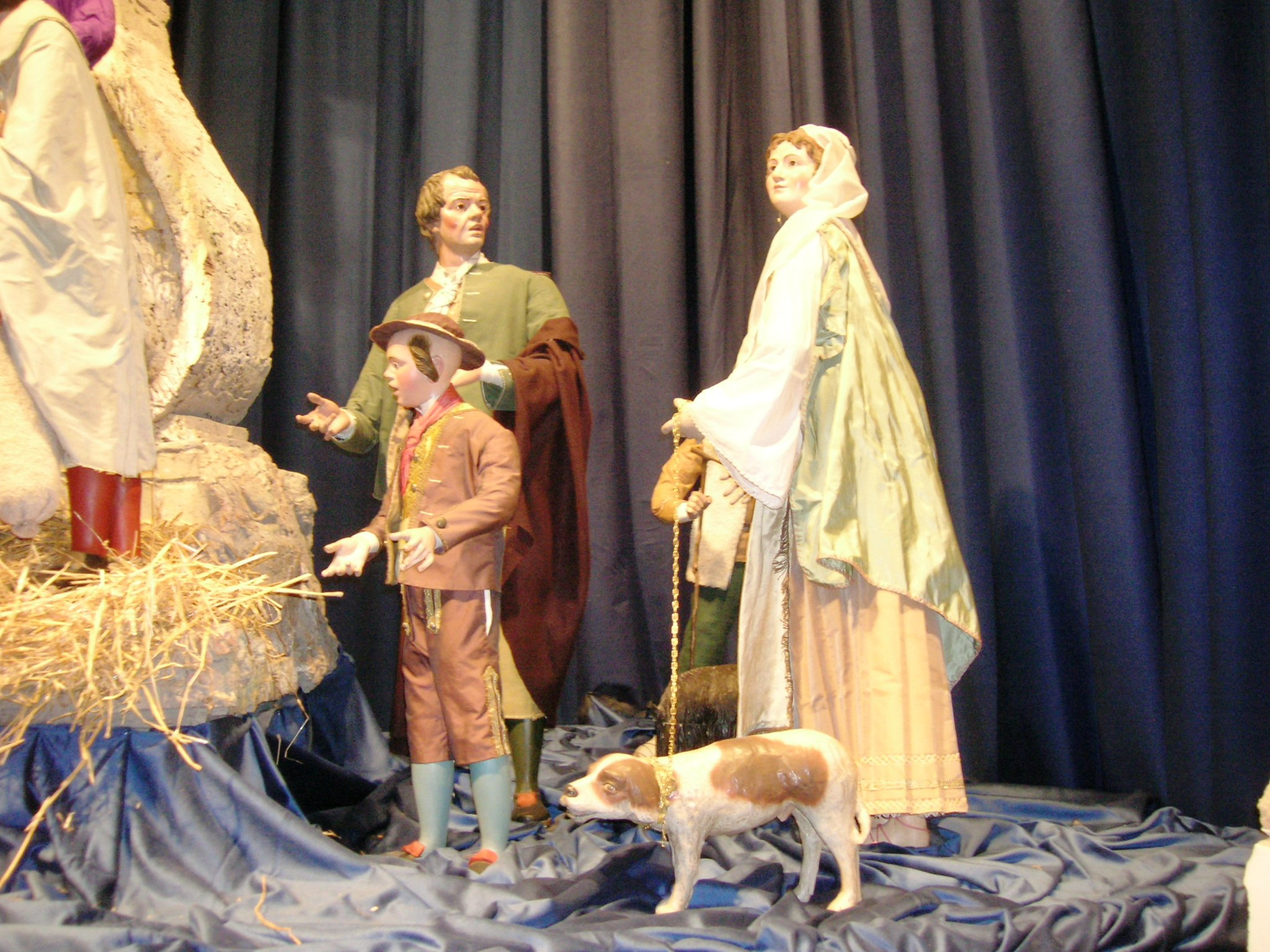
Pastori

Il presepe della concattedrale deve le sue origini a Francesco Saverio Petagna, il quale possedeva una collezione di pastori, alcuni realizzati da Giuseppe Sammartino, datati tra il XVII e il XVIII secolo e che portò con sé a Castellammare di Stabia dopo essere stato nominato vescovo della diocesi stabiese nel 1850. Dal 1860 al 1866 però, a seguito della caduta del Regno delle Due Sicilie e l'unità d'Italia, il vescovo fu costretto all'esilio a Marsiglia ed al suo ritorno, trovò il presepe notevolmente ampliato con statue ed oggetti prodotte nelle botteghe napoletane: si narra che il presepe, in questo periodo, abbia raggiunto circa cinquecento pezzi, tuttavia è molto probabile che in questo numero venissero racchiusi anche gli animali e le varie suppellettili utilizzate per ricreare le scenografie. Durante la prima guerra mondiale il presepe non fu allestito e le statue, raccolte nei depositi del duomo, subirono diversi danni, mentre altre vennero rubate; fu soltanto al termine del conflitto, nel 1921, come ricordato in una cartolina d'epoca e per opera del sacerdote Angelo Torre e di Domenico Santoro, che il presepe fu nuovamente messo in scena, lungo tutta la navata destra, con le scenografie realizzate dagli operai del cantiere navale.

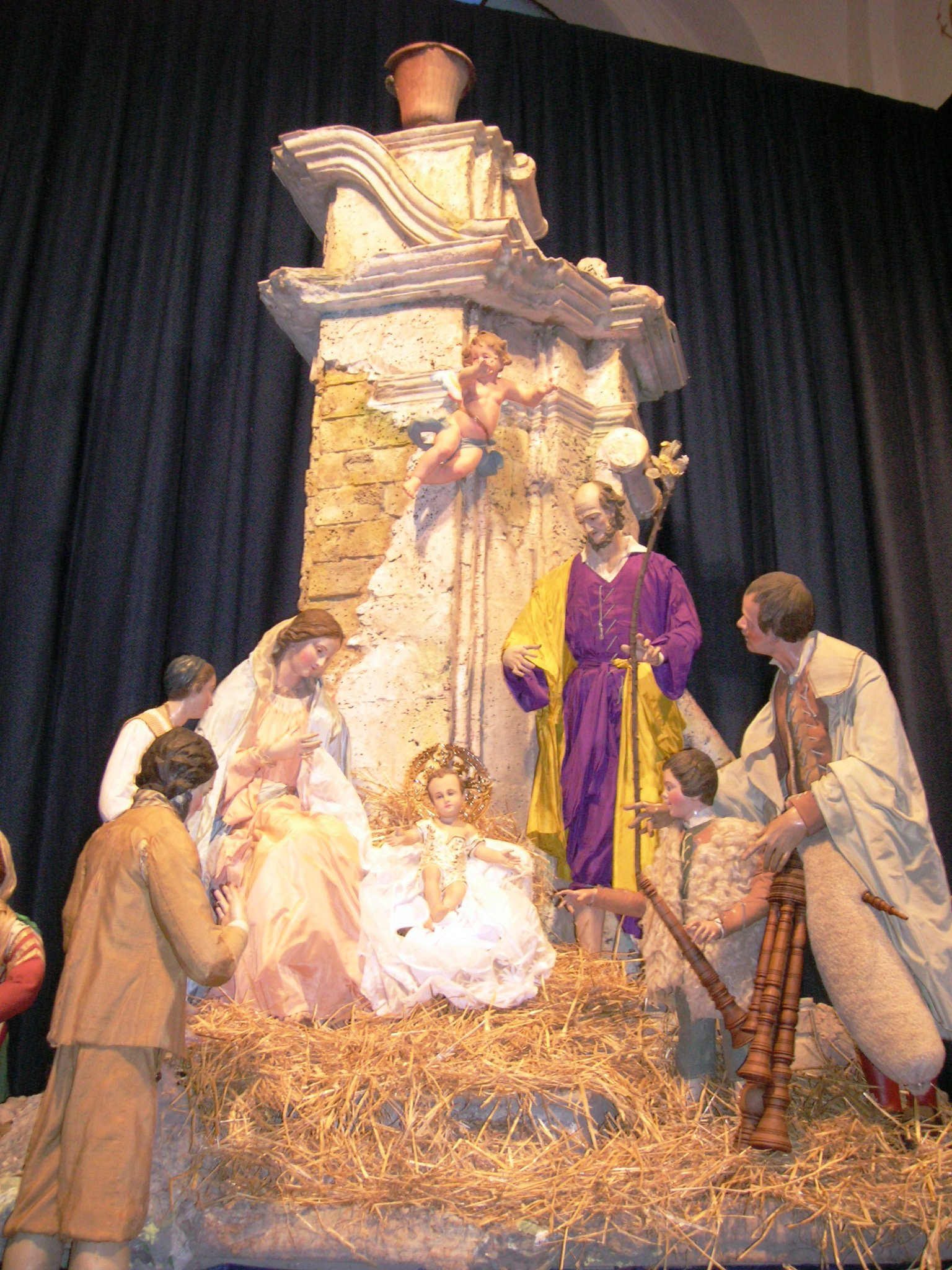
La scena della Natività

Anche durante la seconda guerra mondiale non venne realizzato e, così come successo precedentemente, le statue subirono danni e furti: negli anni cinquanta i pezzi rimasti furono restaurati per volere di un appassionato, Antonio Greco, ed il presepe venne nuovamente allestito a partire dagli anni sessanta per volere del direttore dell'azienda di Cura Soggiorno e Turismo Francesco Pandolfi, dell'avvocato Franco Scarselli e di don Paolo Cecere; per la prima volta, dal 7 dicembre 1962 al 20 gennaio 1963, parte del presepe fu protagonista di una mostra prima all'Antoniano di Bologna e poi all'Angelicum di Milano: a quel tempo il presepe comprendeva circa cinquanta pezzi ed in mostra ne furono portati trentadue, tra cui la Natività, un Re Magio, un gruppo di pacchiani e gli zampognari.
A seguito del terremoto dell'Irpinia del 1980 il presepe venne ridotto alla sola scena della natività ed altri pochi personaggi, mentre il resto dei pastori versava in condizione di totale degrado; al contempo anche il lavoro di allestimento delle scenografie del cantiere navale cessò. Nel 2000 i pastori furono sottoposti ad un nuovo lungo restauro, finanziati da Giovanni Irollo, amministratore della Gidal, grazie anche all'aiuto della Soprintendenza per i Beni Artistici e Storici di Napoli e Provincia: nel 2001 furono nuovamente pronti la Sacra Famiglia, i Magi, una donna con bimbo in fasce e diversi animali, mentre il restauro degli altri personaggi fu completato negli anni seguenti, per terminare nel 2004. In totale furono restaurati circa sessanta figure, mentre altre venti furono ricostruite a seguito del ritrovamento di pezzi sparsi nei depositi della chiesa; durante il restauro, oltre al recupero delle parti in legno e terracotta come volti, mani e piedi, sono stati in alcuni casi rifatti anche i busti in stoppa e realizzati nuovi abiti tenendo conto di quelli utilizzati nel XVII e XVIII secolo. Dal 20 dicembre 2003 all'11 gennaio 2004, parte del presepe è stato esposto alla basilica di San Petronio a Bologna.
Le scene più rappresentative che vengono oggi riproposte sono: la Natività con la Madonna, San Giuseppe, un pastore in ginocchio, un angelo, il bambino ciaramellaio, il dormiente e il cherubino; il corteo dei Magi, con i re Merchiorre, Baldassarre e Gaspare, il mongolo, il paggio moro, il paggio georgiano e il paggio levantino; il gruppo della taverna, con l'oste, lo sciacquante, la ragazza delle faccende l'uomo mezzo carattere e la castagnara; la famiglia borghese con l'uomo e la donna borghese, il lattante e il ragazzo. Tra le altre figure si notano il ragazzo che ride, la vecchia in azzurro, la donna col nastro, il fumatore, la ricca contadinella, il nobile, la vecchia in bianco, la samaritana, la giovane contadina e ancora due cavalli, pecore, cani, mucche, maiali e capre. Le testa, le mani e i piedi dei pastori sono in legno policromato o, in minor numero, in terracotta, mentre gli occhi sono in vetro; il corpo invece è realizzato in stoppa e fil di ferro e rivestito poi con abiti in stoffa: le statue hanno un'altezza che si aggira tra i 70 ai 145 centimetri.